# Milena Hübschmannová
Milena Hübschmannová (ur. 10 czerwca 1933 w Pradze, zm. 8 września 2005 w Kameeldrift w Gauteng) – czeska profesor filologii romskiej na Uniwersytecie Karola w Pradze. Jedna z czołowych ekspertek w kwestii społeczeństwa i kultury romskiej oraz języka romskiego. Stworzyła akademicki program studiów poświęconych Romom na Uniwersytecie Karola i aktywnie sprzeciwiała się ich asymilacji z szerszą kulturą. Napisała słownik romsko-czeski i czesko-romski. Program, którego była autorką, był pierwszym na świecie programem, który oferował studia licencjackie na kierunku cyganologii.

## Życiorys
Milena Hübschmannová urodziła się 10 lipca 1933 r. w czechosłowackiej Pradze. Jej rodzice byli więzieni przez gestapo podczas II wojny światowej. Milena uczęszczała do gimnazjum angielskiego, którą ukończyła w 1951 r. Kontynuowała naukę języka na Uniwersytecie Karola. Od dzieciństwa interesowała się kulturą Indii i uczęszczała na lekcje języka hindi w latach licealnych w Instytucie Orientalistyki Czeskiej Akademii Nauk. W 1953 r., kiedy władze komunistyczne wysłały ją do brygady robotniczej w Ostrawie w kraju morawsko-śląskim, Hübschmannová po raz pierwszy zetknęła się ze społecznościami romskimi. Była zaskoczona, że rozumiała ich język i uznała, że musi on mieć indyjskie korzenie. Nie mogąc wyjechać do Indii z powodu ograniczeń nałożonych przez reżim komunistyczny, Hübschmannová rozpoczęła naukę języka romskiego. Hübschmannová pracowała wśród Romów przez prawie rok, zanim wróciła do Pragi.
W tym samym roku Hübschmannová rozpoczęła pracę w Czeskim Radio, co pozwalało jej odbywać wycieczki terenowe i nagrywać folklor, baśnie i pieśni ludowe społeczności romskiej. Hübschmannová nagrała ponad 500 taśm materiałów na magnetofonie. Kontynuowała swoją pracę w Indiach, gdzie tłumaczyła kilku ważnych poetów, w tym Mirzę Ghalib. W tym okresie wyszła za mąż za dyrektora radiowego Josefa Melča. Po powrocie do Pragi przez prawie dekadę tłumaczyła poetów indyjskich, a w 1963 r. urodziła córkę Teresę. Pracowała w Instytucie Wschodnim, gdzie rozpoczęła prace przygotowawcze nad studium Romów. Pomogła założyć Związek Cygańsko-Romski i redagowała czasopismo w języku romskim. Poprzez Związek Hübschmannová pomogła ożywić edukację wczesnoszkolną, używając języka romskiego jako języka podstawowego. W sierpniu 1968 r. jej praca została wstrzymana.
Po powrocie do Czechosłowacji Hübschmannová pracowała w Czechosłowackiej Akademii Nauk. Kontynuowała analizę i zbieranie informacji w Akademii, pracując z multidyscyplinarnym zespołem, aby rozwijać nie tylko badania etnograficzne i językowe Romów, ale także uwzględnić profile demograficzne, historyczne i socjologiczne społeczności. Jako językoznawczyni Hübschmannová była zaniepokojona utratą języka Romów, ponieważ społeczności były zmuszane do mówienia po czesku, węgiersku lub słowacku w codziennych interakcjach, acz w rozmowach z innymi Romami dominowało użycie dialektów języka romskiego. Wśród opublikowanych przez grupę prac znalazła się pierwsza literatura w języku romskim, jaka kiedykolwiek ukazała się w Czechosłowacji. W 1973 r. kolejna akcja rządowa zmusiła Związek do rozwiązania i zawieszenia publikacji ich czasopisma; jednak niektórzy pisarze, zainspirowani publikacją romskich akt kulturalnych, nadal publikowali w innych miejscach. W latach 1974–1975 Hübschmannová pracowała na Uniwersytecie Karola na Wydziale Pedagogicznym, ale jej sprzeciw wobec rządowej polityki asymilacyjnej wobec Romów doprowadził do jej zwolnienia. W tamtym czasie lekcje języka romskiego prowadzone przez Hübschmannovą były jedynymi formalnymi zajęciami oferowanymi Romom w ich ojczystym języku. W kursach uczestniczyli również nieromscy pracownicy socjalni, którzy chcieli ułatwić komunikację z Romami w trakcie swej pracy. W 1989 roku, wraz z aksamitną rewolucją i upadkiem komunizmu, kultura romska znów mogła rozkwitnąć, a Hübschmannová była orędowniczką zachowania romskiego dziedzictwa.
W 1991 roku Hübschmannová wróciła na Uniwersytet Karola i założyła Romani Studies Program w ramach Instytutu Indologicznego. To był pierwszy na świecie program oferujący licencjat z nauk o Romach. Hübschmannová kierowała katedrą aż do swojej śmierci. Wraz z Haną Šebkovą i Anną Žigovą w 1991 r. opublikowała pierwszy romsko-czeski/czesko-romski słownik kieszonkowy. Romsko-český, česko-romský kapesní slovník był chwalony za integrację standardowych zwrotów i terminów w różnych społecznościach romskich, w tym w dialektach czeskich, węgierskich i słowackich. Hübschmannová założyła czasopismo Romano Džaniben w 1994 r., które stało się ważną międzynarodową publikacją dotyczącą romskiej naukowości.
W 1995 roku Hübschmannová ukończyła pracę doktorską i uzyskała stopień candidarus scientarum za pracę z Romistické studie I. Od 1996 r. współpracowała z konsorcjum lingwistów w Centre des Études Tsiganes na Université de Paris V oraz w Państwowym Instytucie Pedagogicznym w Bratysławie nad opracowywaniem programów nauczania i szkoleniem nauczycieli w zakresie nauczania języka romskiego i kulturoznawstwa. Hübschmannová otrzymała dwie nagrody kulturalne od Romskiej Inicjatywy Obywatelskiej w 1998 r. za swoje wysiłki na rzecz promowania programów edukacyjnych i ochrony kultury społeczności romskiej. Hübschmannová jest autorką, współautorką lub redaktorką ponad 90 publikacji i około 400 artykułów opublikowanych w Romano Džaniben.
W 1999 roku Hübschmannová opublikowała anglojęzyczną wersję książki pt. Narodila jsem se pod šťastnou hvězdou. To autobiografia Eleny Lackovej, obejmującą okres od 1920 do 1970 roku, opowiadaną Hübschmannovej przez osiem lat w języku romskim. Autorka przetłumaczyła tę historię na czeski, a później francuski i angielski. Książka opowiada o tym, jak prawdziwa tożsamość Romów została ukryta za stereotypowymi obrazami. Jednocześnie, ponieważ jest opowiadana jako relacja z pierwszej osoby, narracja przywraca jej człowieczeństwo. Odnosząc się do prób „reedukacji” Romów i wymuszenia ich asymilacji, książka analizuje gettoizację Romów, której  doświadczyli w czasach reżimu socjalistycznego. Praca została także opublikowana w językach bułgarskim, węgierskim i hiszpańskim, zdobyła w 2001 roku International Humanitarian Hidalgo Prize. Hübschmannová uzyskała stopień doktora habilitowanego w 2000 roku. W 2002 roku prezydent Czech Vaclav Havel przyznał jej Medal Za Zasługi III stopnia, a rok później Ministerstwo Edukacji, Młodzieży i Wychowania Fizycznego przyznało jej Medal Za Zasługi I stopnia.
Hübschmannová zginęła w wypadku samochodowym 8 września 2005 r. w pobliżu miasta Kameeldrift w prowincji Gauteng w Południowej Afryce. W 2007 roku ukazała się książka zatytułowana Milena Hübschmannová ve vzpomínkách, w której podano biograficzne szczegóły życia i kariery Hübschmannovej.